# Караульное (Омская область)
Караульное — деревня в Называевском районе Омской области. В составе Искровского сельского поселения.

## История
В 1928 г. деревня Караульная состояла из 129 хозяйств, основное население — русские. Центр Караульного сельсовета Москаленского района Омского округа Сибирского края.

## Население
| 1926 | 2002 | 2010 |
| ---- | ---- | ---- |
| 605  | ↘303 | ↘200 |